# さっぽろ吉本男まつり
さっぽろ吉本男まつり（さっぽろよしもとおとこまつり）は、STVラジオのラジオ番組である。2006年10月2日放送開始、2007年3月26日放送終了。2007年10月1日再開。2008年9月26日終了。

## 放送時間
- シーズン1・毎週月曜日～金曜日21:50～22:00
- シーズン2(2007年10月1日～2008年3月)・毎週月曜～金曜21:30 - 21:40(JST)
- シーズン3（2008年4月～9月26日）・毎週月曜～金曜24:55 - 25:00(JST)

## パーソナリティ
- ぬのかわひろき→ぽんぽん清水（よしもとクリエイティブ・エージェンシー札幌事務所）→ようへい
- よしもとクリエイティブ・エージェンシー札幌事務所の芸人（日替わり）

当初はタイトルの通り男性芸人限定だったが2007年1月19日からは、男女関係なく登場できる事になり、男女コンビのジェリービーンズ・コレクションが初登場